# Martin Padar
Martin Padar (ur. 11 kwietnia 1979 w Tallinnie) – estoński judoka, sześciokrotny medalista mistrzostw Europy.

## Kariera sportowa
Największym sukcesem zawodnika jest złoty medal mistrzostw Europy w 2009 roku w Tbilisi w kategorii powyżej 100 kg.